# Wydział Wojskowy Akademii Sztuki Wojennej
Wydział Wojskowy Akademii Sztuki Wojennej – jeden z trzech wydziałów Akademii Sztuki Wojennej. Jego siedziba znajduje się przy al. gen. Antoniego Chruściela „Montera” 103 w Warszawie.

## Struktura
- Instytut Strategii Wojskowej
- Instytut Sztuki Operacyjnej i Taktyki
- Instytut Wsparcia i Zabezpieczenia Działań
- Instytut Działań Informacyjnych
- Centrum Doskonalenia Kursowego Oficerów[2]

## Kierunki studiów
- obronność[3]

## Władze
Dziekan: płk dr hab. Krzysztof Krakowski

Prodziekan: dr Milena Palczewska

Prodziekan: ppłk dr Tomasz Całkowski

Prodziekan: płk dr hab. inż. Leszek Elak